# حب أحلى من الحب (فلم)
حب أحلى من حب هو فيلم مصري من إنتاج 1975 من بطولة نجلاء فتحي، محمود ياسين ، فاروق نجيب، سيد زيان، وإخراج حلمي رفلة. الفيلم مقتبس من مذكرات الكاتبة النمساوية ماريا فون تراب (بالألمانية: Maria von Trapp).

## وصلات خارجية
- مقالات تستعمل روابط فنية بلا صلة مع ويكي بيانات